# Clavulina subrugosa
Clavulina subrugosa är en svampart som först beskrevs av Cleland, och fick sitt nu gällande namn av Corner 1950. Clavulina subrugosa ingår i släktet Clavulina och familjen Clavulinaceae.   Inga underarter finns listade i Catalogue of Life.